# David Wilmot

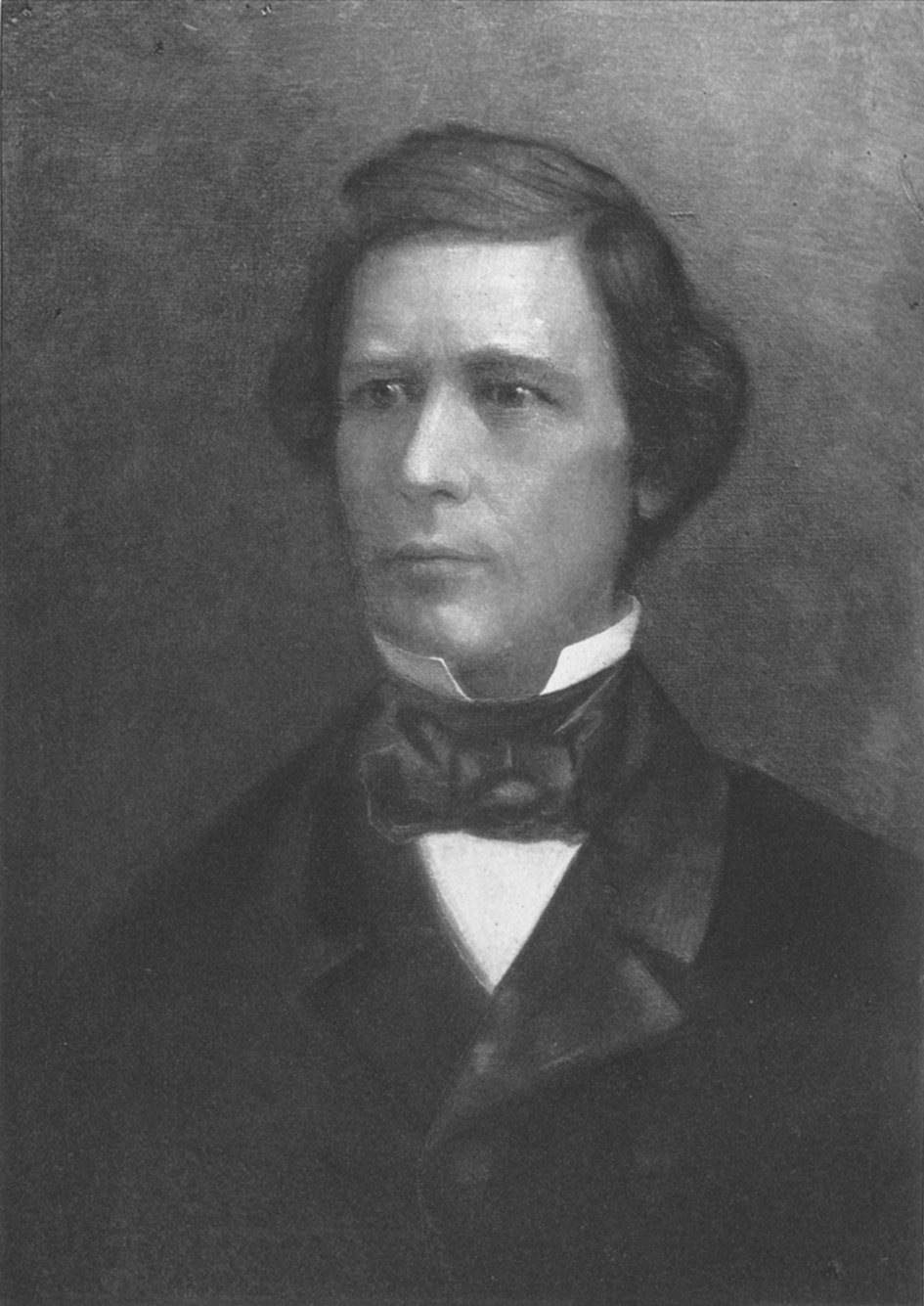
David Wilmot

David Wilmot (* 20. Januar 1814 in Bethany, Wayne County, Pennsylvania; † 16. März 1868 in Towanda, Bradford County, Pennsylvania) war ein US-amerikanischer Politiker. Mitte des 19. Jahrhunderts vertrat er den Bundesstaat Pennsylvania in beiden Kammern des US-Kongresses.

## Werdegang
David Wilmot besuchte die öffentlichen Schulen seiner Heimat und eine Schule in Aurora im Bundesstaat New York. Nach einem anschließenden Jurastudium und seiner im Jahr 1834 erfolgten Zulassung als Rechtsanwalt begann er in Towanda in seinem neuen Beruf zu arbeiten. Politisch schloss er sich zunächst der Demokratischen Partei an. Bei den Kongresswahlen des Jahres 1844 wurde Wilmot als Kandidat seiner Partei im zwölften Wahlbezirk seines Staates in das US-Repräsentantenhaus in Washington, D.C. gewählt. Dort trat er am 4. März 1845 sein neues Mandat an. Nach zwei Wiederwahlen konnte er bis zum 3. März 1851 drei Legislaturperioden im Kongress absolvieren. In diese Zeit fiel der Mexikanisch-Amerikanische Krieg. Wilmot war ein Gegner der Sklaverei. Als solcher brachte er im Jahr 1846 den nach ihm benannten Wilmot Proviso im Kongress ein, der aber nie verabschiedet wurde. Im Jahr 1850 verzichtete er auf eine weitere Kandidatur. Zwischen 1851 und 1861 war er Richter im dreizehnten Gerichtsbezirk seines Staates.
Zwischenzeitlich war er Mitglied der Free Soil Party geworden. In den 1850er Jahren schloss sich David Wilmot der neugegründeten Republikanischen Partei an. In Pennsylvania gehörte er zu deren Gründern. Er war Delegierter auf den Republican National Conventions der Jahre 1856 und 1860 auf denen John C. Frémont bzw. Abraham Lincoln zu Präsidentschaftskandidaten der Partei nominiert wurden, die Wilmot auch unterstützte. Nach Lincolns Wahlsieg wurde ihm ein Ministeramt in dessen Kabinett angeboten, was er aber ablehnte. Im Frühjahr 1861 gehörte er einer Verhandlungskommission an, die in der Bundeshauptstadt Washington erfolglos den Ausbruch des Amerikanischen Bürgerkriegs zu verhindern suchte.
Nach der Ernennung von Simon Cameron zum neuen Kriegsminister in der Lincoln Administration musste dieser sein bisheriges Amt als US-Senator aufgeben. Daraufhin wurde David Wilmot zu dessen Nachfolger in den US-Senat gewählt, wo er am 14. März 1861 sein neues Mandat antrat. Bis zum 3. März 1863 beendete er dort die angebrochene Legislaturperiode seines Vorgängers. Diese Zeit war von den Ereignissen des Bürgerkriegs geprägt. Nach dem Ende seiner Zeit im Kongress wurde Wilmot von Präsident Lincoln zum Richter am United States Court of Claims ernennt. Dieses Amt bekleidete er bis zu seinem Tod am 16. März 1868.